# Dorieu (poeta)
Doreu, en llatí Dorieus, en grec antic Δωριεύς, fou un poeta grec, autor d'un epigrama sobre Miló de Crotona que és conservat per Ateneu i inclòs a l'Antologia grega. De la seva vida privada no es coneix cap detall.